# Walnut Creek (Karolina Północna)
Walnut Creek – wieś w Stanach Zjednoczonych, w stanie Karolina Północna, w hrabstwie Wayne.